# MAIFI
MAIFI är en förkortning av "Momentary Average Interruption Frequency Index" vilket betyder "Medelavbrottsfrekvens korta avbrott för anslutna kunder". Det beräknas genom MAIFI= Antalkundavbrott(<3min)under ett år/Antal anslutna kunder. Eftersom det finns många väldigt korta strömavbrott som beror på återkopplingar skiljs det på långa avbrott över 3 min (SAIFI) och korta avbrott under 3 min, det vill säga MAIFI.